# オーレ!ワールドカップサッカー
『オーレ!ワールドカップサッカー』は、1993年7月26日から同年9月13日までテレビ東京系列局で放送されていたテレビ東京製作のスポーツドキュメンタリー番組である。全8回。放送時間は毎週月曜 19:00 - 19:30 （日本標準時）。新聞のテレビ欄では「オーレ!W杯サッカー」と表記されていた。

## サブタイトル
1. 炎のチャンスメーカー・福田正博（7月26日）
2. 鉄壁のスーパーリベロ・井原正巳（8月2日）
3. 日の本軍団のリーダー・柱谷哲二（8月9日）
4. 世界をかける静岡の星・堀池・沢登（8月16日）
5. 日本ゴールの守護神・松永成立（8月23日）
6. オフトが育てたエース・高木琢也（8月30日）
7. ゲット・ザ・ミラクル、三浦知良（9月6日）
8. 神風をよぶカリオカ流 ラモス瑠偉（9月13日）